# 薩德基夫齊 (莫希利夫-波迪利斯基區)
48°21′11″N 27°54′57″E / 48.35306°N 27.91583°E

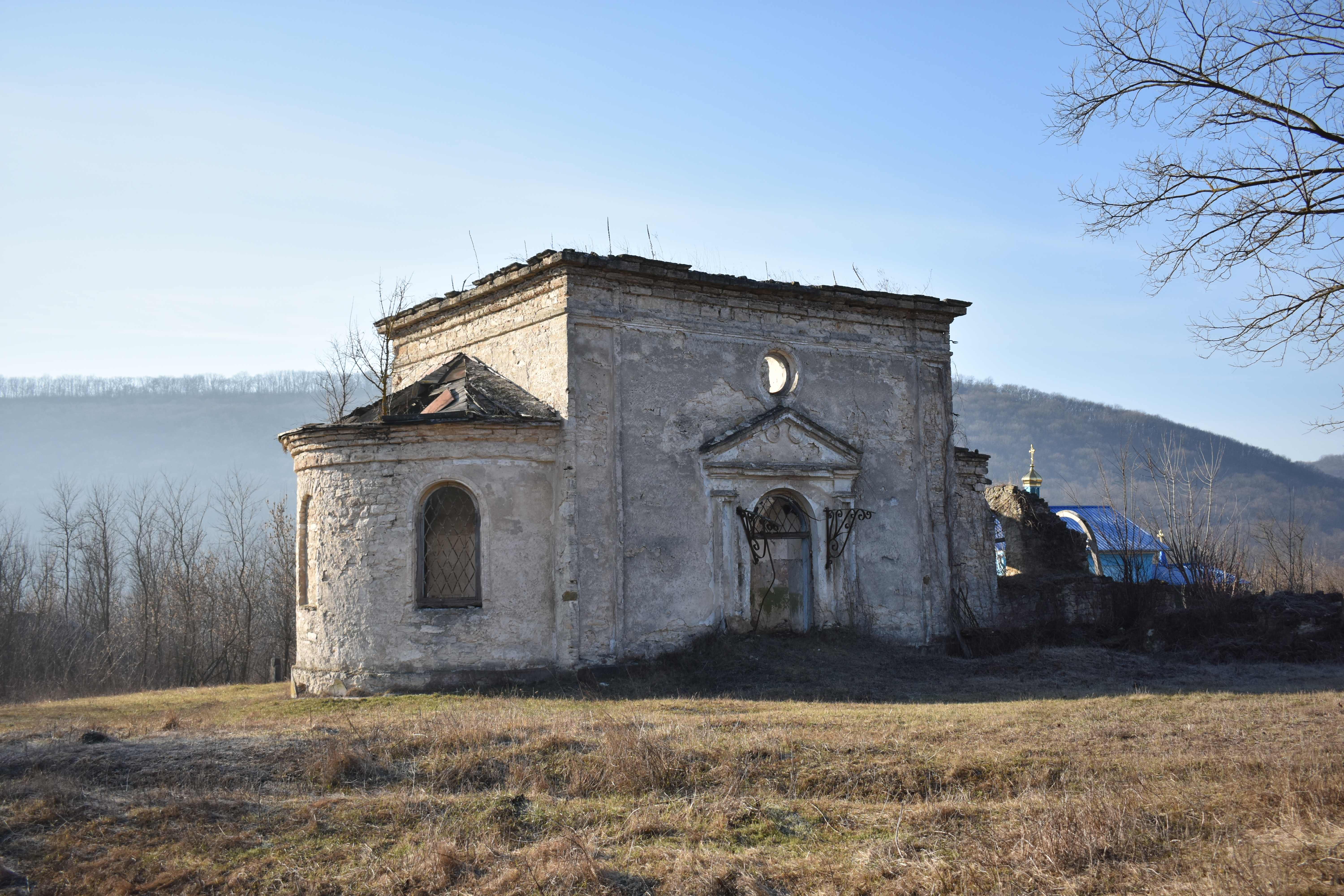
老教堂

薩德基夫齊（烏克蘭語：Садківці），是烏克蘭西南部的村莊，隸屬文尼察州的莫希利夫-波迪利斯基区莫希利夫-波迪利斯基市镇。該村始建於1450年，面積3.18平方公里，海拔高度87米，2001年人口462。